# Barranc de la Creueta (Carreu)
El barranc de la Creueta és un barranc, afluent del riu de Carreu, a la vall de Carreu, a l'extrem nord del terme municipal d'Abella de la Conca, a la comarca del Pallars Jussà.
Es forma al sector nord de la Coma del Pi, al lloc conegut com la Creueta, als contraforts meridionals de la Serra de Boumort, a 1.911,5 m. alt. D'aquí davalla de dret cap al sud, fins a arribar a l'Obaga de la Gargalla, on gira cap a ponent, decantant-se una mica cap al sud al llarg del seu recorregut. Rep el barranc de la Gargalla per la dreta, just en arribar sota el Serrat de Moixerolers, que queda al nord-oest del barranc.
Continua cap a ponent, lleugerament cap al sud, rep aviat per la dreta el barranc de Galliner, just a l'extrem sud-oest del serrat de Moixerolers, després el barranc de Baixera, també per la dreta; just al moment en què rep aquest darrer barranc, tocant al Serrat del Roure, el barranc de la Creueta acaba en una cinglera, on fa, quan plou, un saltant d'aigua. Al peu de la cinglera pren el nom de llau del Retiro de Carreu.
La Pista dels Prats davalla un bon tros per la llera d'aquest barranc.

## Enllaços externs

El Barranc de la Creueta, respecte del terme d'Abella de la Conca